# Baie Backdoor
La baie Backdoor est une petite baie de l'île de Ross dans la mer de Ross. Elle se situe à l'ouest du cap Royds.